# Clubul Sportiv Municipal Târgoviște 2014-2015
Questa voce raccoglie le informazioni riguardanti il Clubul Sportiv Municipal Târgoviște nelle competizioni ufficiali della stagione 2014-2015.

## Organigramma societario
Area direttiva
- Presidente: Ciprian Iugulescu

Area tecnica
- Allenatore: Dragan Nešić

## Rosa
| N° | Nome              | Ruolo | Data di nascita   | Nazionalità sportiva |
| -- | ----------------- | ----- | ----------------- | -------------------- |
| 1  | Sara Klisura      | S     | 15 luglio 1992    | Serbia               |
| 3  | Lola Arslanbekova | S     | 10 agosto 1990    | Uzbekistan           |
| 4  | Ana Moldovan      | C     | 24 settembre 1985 | Romania              |
| 5  | Marina Cojocaru   | P     | 31 marzo 1992     | Romania              |
| 6  | Marta Siwka       | L     | 24 giugno 1986    | Polonia              |
| 7  | Gwendolyn Rucker  | C     | 28 aprile 1990    | Stati Uniti          |
| 8  | Stanija Maletić   | C     | 7 maggio 1980     | Serbia               |
| 9  | Diana Neaga       | P     | 24 maggio 1986    | Romania              |
| 10 | Alexandra Trică   | S     | 21 ottobre 1985   | Romania              |
| 11 | Sorina Marian     | S     | 1º febbraio 1985  | Romania              |
| 15 | Irina Alexandru   | S     | 2 maggio 1986     | Romania              |
| 18 | Suzana Ćebić      | L     | 9 novembre 1984   | Serbia               |